# Arroyo Seco (Santa Fe)
Pour les articles homonymes, voir Arroyo Seco.
Arroyo Seco est une ville de la province de Santa Fe en Argentine.